# Порт Депосит (Мериленд)
Порт Депосит (енгл. Port Deposit) град је у америчкој савезној држави Мериленд.

## Демографија
По попису из 2010. године број становника је 653, што је 23 (-3,4%) становника мање него 2000. године.
| Група             | 2000.       | 2010.       |
| Белци             | 527 (78,0%) | 529 (81,0%) |
| Афроамериканци    | 120 (17,8%) | 78 (11,9%)  |
| Азијати           | 4 (0,6%)    | 4 (0,6%)    |
| Хиспаноамериканци | 11 (1,6%)   | 21 (3,2%)   |
| Укупно            | 676         | 653         |